# Имипенем/Циластатин/Релебактам
Имипенем/Циластатин/Релебактам — комбинированный антибиотик для лечения инфекций, вызванных чувствительными штаммами грамотрицательных микроорганизмов. Одобрен для применения: США (2019)

## Механизм действия
Комбинация: Имипенем, Циластатин, Релебактам.

## Показания
- Осложнённые интраабдоминальные инфекции[англ.]
- Осложнённые инфекции мочевыводящих путей (включая пиелонефрит)
- Внутрибольничная пневмония или ИВЛ-ассоциированная пневмония[англ.][2]

## Противопоказания
- Гиперчувствительность